# Antonio José Ferreira Braga
Antonio José Ferreira Braga (Macaé, Estado do Rio de Janeiro, em 30 de dezembro de 1845 - São Paulo a 18 de agosto de 1908) foi um advogado, jornalista e político brasileiro.
Formou-se em Direito em São Paulo, na turma de 1869, passando em seguida a atuar como advogado. Paralelamente, atuou como jornalista, redigindo o “Ipanema”, em que Ubaldino do Amaral era colaborador (1875-1881). Foi promotor público em Brotas (1875) e voltou a Sorocaba.
Era republicano e desejava democracia à maneira da Suíça, com a consulta ao povo a todos os propósitos.
Em 1875 voltou a ser monarquista e entrou no Partido Liberal. Residia, então, à Rua das Flores, em Sorocaba, em casarão antigo de porta e oito janelas. Foi, várias vezes, Presidente da Câmara Municipal e deputado provincial. Deputado Geral na última legislatura da Monarquia, de onde o tiraram para presidir a Província do Pará, que governou durante alguns meses em 1889.
Esteve em Sorocaba de volta, a 16 de novembro de 1889. Na noite de 17 devia haver em sua honra uma grande festa, mas a companhia do teatro transformou essa homenagem em festa dedicada a honrar a República recém proclamada.
Aí Ferreira Braga aderiu, e ainda teve privilégio local como presidente da Câmara.
Levado à Constituinte Estadual de São Paulo, foi ameriquista e contrário à derrubada dos deodoristas por Floriano.
Deputado à primeira legislatura republicana (1891-92), tendeu a reagir contra o governo do marechal.
Fora deputado à Assembléia Provincial de São Paulo nas legislaturas 24ª (1880-81 – 1º Distrito), 25ª (1882-83 – 4º Distrito), 26ª (1884-85), 27ª (1886-87 – 4º Distrito), 28ª (1888-89 - 4º Distrito) e não era pequeno o seu prestígio.
Com a revolução, aparentemente, vitoriosa no Sul, veio para Curitiba oito ou dez dias antes de tomar posse no governo federalista, o que se deu a 5 de abril de 1894. Seu governo durou até primeiro de maio, o último do ciclo rebelde. Saíra às escondidas de Sorocaba por Piedade e Apiaí, contornando Pilar, S. Miguel Arcanjo e Capão Bonito.
Fora atraído ao Paraná pelo Dr. Manoel Lavrado Ferreira Braga, que era dono do jornal “A voz do Povo”. Assumiu o governo revolucionário quando este já se encontrava nos estertores, por puro idealismo político.
Após a vitória de Floriano, voltou a São Paulo e asilou-se em casa de seu genro, médico influente; pressionado pelos adversários que lhe desejavam a prisão.
Um telegrama de Pereira da Rocha e Manoel Fernandes, em 1896, explica a situação ulterior: “Supremo Tribunal Federal anulou processo do Dr. Ferreira Braga que está completamente livre”.
Assim chegou a Sorocaba, os florianistas empastelaram-lhe o jornal.
Retirou-se, então, para São Paulo, pobre e desiludido e, mais tarde, como fiscal do governo federal junto ao Ginásio de S. Bento, viveu os últimos tempos de sua vida. Escusado dizer que passou em extrema pobreza e angustiado ceticismo.
Faleceu em São Paulo, depois de haver vivido no hospital de isolamento, junto ao leito de um netinho, alguns dias amargos e angustiosos.